# 中澤憲一
中澤 憲一（なかざわ けんいち）は日本の厚生労働官僚、薬学者。厚生労働省の施設等機関である国立医薬品食品衛生研究所元薬理部長。

## 学歴
1982年に東京大学薬学部卒業後、東京大学大学院薬学系研究科進学。1987年に薬学博士号を取得。博士論文のタイトルは「単離平滑筋細胞の調製法および細胞膜イオン透過機構・アデノシン-三リン酸(ATP)の作用機序の解明」（甲07490　1987.03.30　課程博士） 。

## 職歴
1987年に国立衛生試験所に研究官として採用。その後、1992年に主任研究官となる。1997年に国立衛生試験所は国立医薬品食品衛生研究所に改組され、1999年に中澤は薬理部第2室長となる。
2006年より薬理部長就任。2009年に勇退（本人の申し出により主任研究官に降任） 。

## 研究歴
ATPイオンチャネルの研究で世界的な業績をあげている。

### 研究業績
1. Adenosine triphosphate-activated inward current in isolated smooth muscle cells from rat vas deferens Pflugers Archiv, Eur. J. Physiology Vol.409, pp.644-646, 1987 （学術雑誌 ）
2. Block by calcium of ATP-activated channels in pheochromocytoma cells J. General Physiology Vol.101, pp.377-392, 1993 （学術雑誌 ）
3. Zinc potentiation of neurotransmission and inhibition of background cationic corductance in rat cultured hippocampal neurons J. Physiology Vol.484, pp.447-462, 1995 （学術雑誌 ）
4. ATP受容体チャネル：構造―機能相関探求への展望を中心に ファルマシア 33:862-866 (1999) （学術雑誌 ）
5. ATP受容体の構造と機能 生体の科学 52:152-157 (2001) （学術雑誌 ）
6. An aspartic residue near the second transmembrane segment of ATP receptor/channel regulates agonist sensitivity Biochem. Biophys. Res. Commun. 244, 599-603 (1998)
7. A highly conserved tryptophane residue indispensable for cloned rat neuronal P2X receptor activation. Neurosci. Lett. （2002） 324, 141-144

### 論文
- 国立情報学研究所収録論文 国立情報学研究所

### 学会活動
日本薬理学会評議員、日本薬学会会員

## 盗撮疑惑
2008年12月11日午後8時ごろ、東京メトロ副都心線新宿三丁目 - 池袋間の車内で向かいに座った保育士の女性（24）の足を携帯電話のカメラで隠し撮りし、東京都迷惑防止条例違反で逮捕されたとの報道がなされた 。